# ألان رووي
ألان رووي هو مذيع أخبار وسياسي كندي، ولد في 1 أكتوبر 1955 في كندا، وتوفي في 16 مارس 2015 في نفس البلد. حزبياً، نشط في الحزب الليبرالي في نوفا سكوشا ‏. وقد انتخب عضو مجلس نواب نوفا سكوتيا.